# アヌアル・エ・エル・ハジ
アヌアル・エ・エル・ハジ（Anouar Ait El Hadj, 2002年4月20日 - ）は、ベルギー・シント＝ヤンス＝モーレンベーク出身のサッカー選手。KRCヘンク所属。ポジションはミッドフィールダー。

## クラブ経歴
エフィ・モレンベークやKAAヘントの下部組織を経て、10歳の時にRSCアンデルレヒトの下部組織に加入し、ジェレミー・ドクやキリアン・サルデラらと共に経験を積んだ。
優れた技術力と走力が評価され2019年7月にはトップチームに昇格。
同月28日の開幕節でピーター・ゲルケンスと交代し途中出場、プロ初出場を記録した。
2021年2月7日、ジュピラー・プロ・リーグ・KRCヘンク戦ではアウェイで逆転ゴールとなるプロ初ゴールを挙げ、2020-21シーズンのタレントオブザイヤーに選出された。
2023年1月18日、10年以上所属したRSCアンデルレヒトを離れ、自身がプロ初ゴールを決めたKRCヘンクに4年半の契約で移籍した。

## 代表経歴
ベルギーU-17代表としてUEFA U-17欧州選手権2019に出場した。